# بیانیه ۱۰۰۰
بیانیه ۱۰۰۰، بیانیه‌ای است که مخالفان سیاسی دولت سوریه، به دنبال بیانیه ۹۹ آن را در ژانویه ۲۰۰۱ میلادی منتشر کردند. در این بیانیه که به امضای ۱۰۰۰ تن از مخالفان دولت رسیده بود ۸ خواسته از دولت مطرح شده بود. این خواسته‌ها به شرح زیر هستند:
1. لغو قانون وضعیت فوق العاده
2. آزادی‌های سیاسی کامل
3. آزادی مطبوعات
4. قانون انتخابات آزاد
5. قوه قضاییه مستقل
6. حقوق اقتصادی مساوی برای تمام شهروندان
7. بازنگری در فعالیت‌ها و سازمان مترفی ملی یادمان احزابی که در اتحاد با دولت بودند
8. پایان تبعیض علیه زنان

واکنش دولت به این بیانیه پایان بهار دمشق بود.